# Baalrog yacato
Espèce
Baalrog yacato est une espèce de schizomides de la famille des Hubbardiidae.

## Distribution
Cette espèce est endémique du Veracruz au Mexique. Elle se rencontre dans les grottes Grutas de Atoyac à Atoyac.

## Description
Le mâle holotype mesure 5,3 mm,.

## Systématique et taxinomie
Cette espèce a été prise pour le mâle de Baalrog sbordonii par Cokendolpher et Reddell en 1984.

## Étymologie
Son nom d'espèce lui a été donné en référence au lieu de sa découverte, une anagramme d'Atoyac.

## Publication originale
- Monjaraz-Ruedas, Prendini & Francke, 2019 :  Systematics of the short-tailed whipscorpion genus Stenochrus Chamberlin, 1922 (Schizomida, Hubbardiidae), with descriptions of six new genera and five new species. Bulletin of the American Museum of Natural History, no 435, p. 1-91 (texte intégral).